# CartmanLand
CartmanLand (Cartmanland en version originale) est le sixième épisode de la cinquième saison de la série animée South Park, ainsi que le 71e épisode de l'émission.

## Synopsis
La grand-mère d'Eric Cartman décède et lègue à son petit-fils un million de dollars. Cartman décide de racheter un parc d'attractions en faillite pour l'avoir à lui tout seul. Kyle est très contrarié qu'Eric ait gagné cet argent sans effort et remet alors sa foi religieuse en cause.

## Mort deKenny
Kenny meurt dans les montagnes russes, à cause d'une petite canalisation d'eau brisée qui se plante dans sa tête au passage de wagonnet où il se trouve.